# 1932年ロサンゼルスオリンピックのオーストラリア選手団
1932年ロサンゼルスオリンピックのオーストラリア選手団（1932ねんロサンゼルスオリンピックのオーストラリアせんしゅだん）は、1932年7月30日から8月14日にかけてアメリカ合衆国のロサンゼルスで開催された1932年ロサンゼルスオリンピックのオーストラリア選手団、およびその競技結果。

## 概要
今大会は金メダル3個、銀メダル1個、銅メダル1個の合計5個のメダルを獲得した。

## メダル
| メダル | 選手名             | 競技   | 種目                      |
| ------ | ------------------ | ------ | ------------------------- |
| 金     | クレア・デニス     | 競泳   | 女子200m平泳ぎ            |
| 金     | ダンク・グレイ     | 自転車 | 男子1000mタイムトライアル |
| 銀     | ボニー・ミーリング | 競泳   | 女子100m背泳ぎ            |